# Капернаум
Капернаум — Наумово село, био је римско војно утврђење на северној обали Галилејског језера и центар римске власти у Галатији. Археолози су откопали остатке синагоге близу места где се у то време вероватно налазио град.
Помиње се у Новом завету као место проповедања Исуса Христа у синагогама и излечења бројних људи.